# تاتسويا أراي
تاتسويا أراي (باليابانية: 新井 辰也) (مواليد 14 يناير 1988)، هو لاعب كرة قدم ياباني سابق كان يلعب كمدافع.

## وصلات خارجية
- تاتسويا أراي على موقع رابطة كرة القدم اليابانية للمحترفين (اليابانية)
- تاتسويا أراي على موقع قاعدة بيانات كرة القدم.إي يو (الإنجليزية)
- تاتسويا أراي على موقع Soccerway.com (الإنجليزية)
- تاتسويا أراي على موقع عالم كرة القدم.نت (الإنجليزية)
- تاتسويا أراي على موقع كووورة